# Tahoera'a Huiraatira

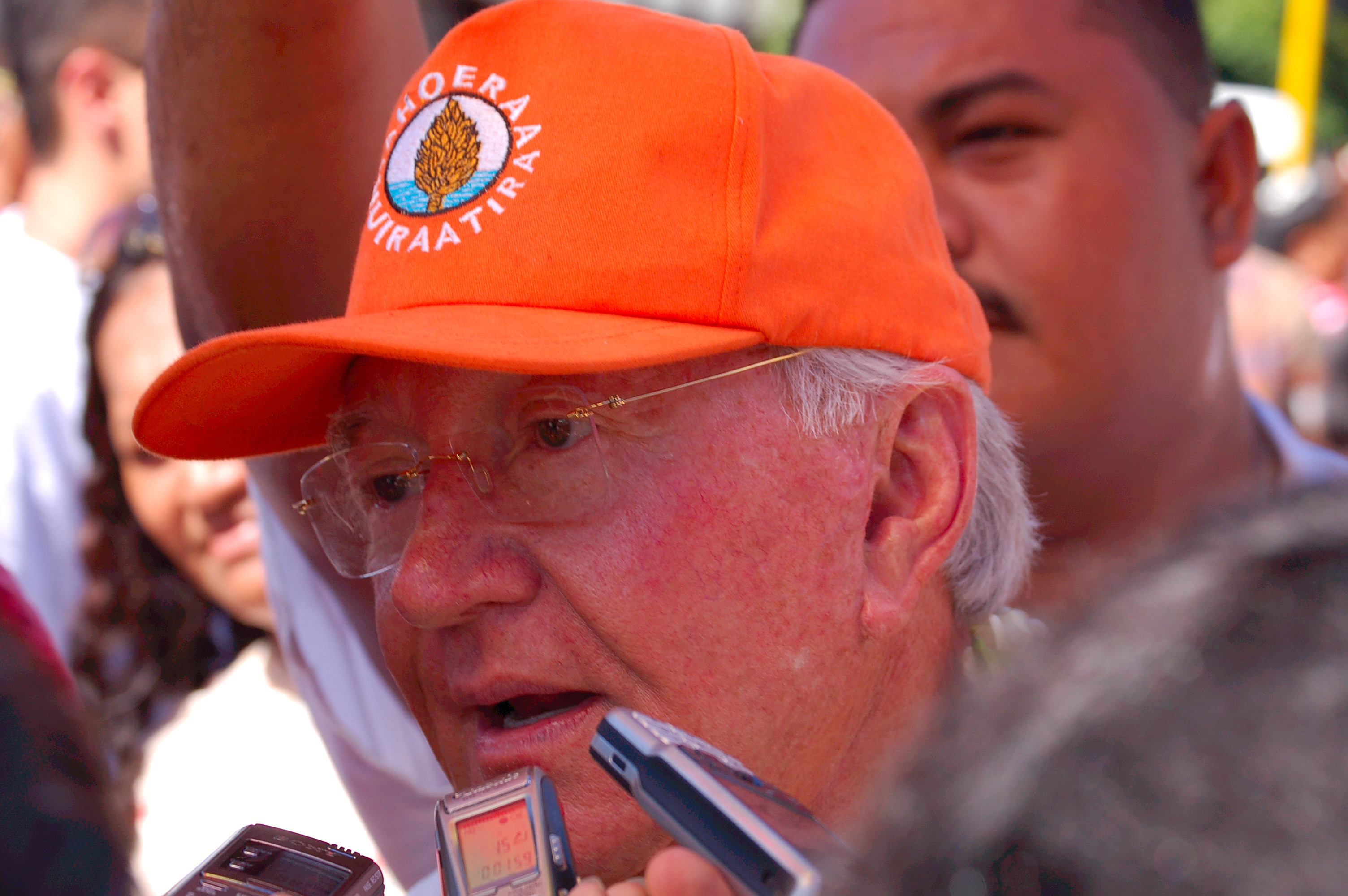
Gaston Flosse, fundador i president del Tahoera'a

Tahoera'a Huiraatira (Tāhō’ēra’a Huira’atira en tahitià normatiu; Unió Popular en català) és un partit polític conservador i autonomista de la Polinèsia Francesa.
Va ser fundat el 6 de maig de 1977 per iniciativa del polític conservador Gaston Flosse i des de llavors ha anat creixent fins a convertir-se avui dia en un dels dos principals partits de la Polinèsia Francesa. Una mostra de la forta presència d'aquest partit en les institucions polítiques del territori és el fet que són membres de Tahoera'a Huiraatira tant els tres representants polinesis al Parlament francès, com l'actual president de la Polinèsia Francesa, Gaston Tong Sang, així com l'alcalde de Papeete, Michel Buillard.
Tant el senador del territori, el fundador del partit Gaston Flosse, com els dos diputats de Tahoera'a Huiraatira que representen la Polinèsia Francesa a l'Assemblea Nacional, formen part dels grups parlamentaris de la UMP a les seves respectives cambres.